# Chrysosoma apicatum
Chrysosoma apicatum är en tvåvingeart som beskrevs av Becker 1922. Chrysosoma apicatum ingår i släktet Chrysosoma och familjen styltflugor.
Artens utbredningsområde är Taiwan. Inga underarter finns listade i Catalogue of Life.